# Higiene bucal
A Higiene bucal ou higiene oral é considerada a melhor forma de prevenção de cáries, gengivite, periodontite e outros problemas na boca, além de ajudar a prevenir o mau-hálito (halitose). Higiene bucal é necessária para todas as pessoas manterem a saúde de seus dentes e boca. Uma boa higiene oral pode trazer muitos benefícios, como por exemplo, um hálito fresco e agradável, tornar os dentes e gengivas mais fortes e saudáveis, reduzir a possibilidade de precisar fazer muitos tratamentos odontológicos curativos, gerar mais confiança para se alimentar com segurança.

## Cuidados pessoais para a higiene bucal
A frequente e cuidadosa escovação dos dentes com o uso de fio dental e pasta de dente ajuda a prevenir o acúmulo de placas bacterianas e tártaro, os quais podem ocasionar cáries. Se a cárie se desenvolver, o tratamento pode custar caro. Uma boa saúde oral está associada ao bem-estar. Assim, os cuidados preventivos adotados devem ser diários, os quais inclui a escovação e o uso do fio dental. Com esta atitude, você impede que os problemas surjam, além de ser o método menos doloroso e preocupante de se tratar da sua boca.
Os dentes devem ser escovados no mínimo duas vezes por dia, de preferência sempre depois das refeições e antes de dormir, e deve-se usar fio dental pelo menos uma vez por dia. Para algumas pessoas o uso de fio dental pode ser recomendado depois de todas as refeições. Consulte um dentista se precisar orientação sobre as técnicas apropriadas de escovação e uso do fio dental.

## Cuidados profissionais para a higiene bucal
A limpeza regular dos dentes por um dentista é importante para remover a placa que pode se desenvolver até mesmo com a cuidadosa escovação e uso de fio dental, especialmente nas áreas que são difíceis para o paciente alcançar sozinho em casa.
Muitos dentistas recomendam a realização de limpeza profissional dos dentes a cada seis meses. Exames e limpezas mais frequentes podem ser necessários durante o tratamento de vários problemas bucais e dentais. O exame rotineiro dos dentes é recomendado pelo menos uma vez por ano.

## Sinais de uma boca saudável
- Gengiva firme e bem aderida aos dentes

- Hálito agradável

- Dentes limpos e sem cavidades

## Sinais de uma boca que precisa de tratamento dentário[1]
- Gengiva inflamada, flácida e com presença de sangramento

- Mau hálito ou sensação de odor provenientes de algum dente ou da gengiva

- Dentes quebrados ou com cavidades

- Dentes sujos ou com a presença de tártaros

- Falta de hábitos corretos de higiene bucal

- Presença de cáries, gengivite ou periodontite

- Presença de placa bacteriana na superfície dental